# Associazione Sportiva e Comitato Olimpico Nazionale delle Figi
L'Associazione Sportiva e Comitato Olimpico Nazionale delle Figi (nota anche come Fiji Association of Sports and National Olympic Committee o FASANOC in inglese) è un'organizzazione sportiva figiana, nata il 24 marzo 1949 a Suva, Figi.
Rappresenta questa nazione presso il Comitato Olimpico Internazionale (CIO) dal 1955 ed ha lo scopo di curare l'organizzazione ed il potenziamento dello sport nelle Figi e, in particolare, la preparazione degli atleti figiani, per consentire loro la partecipazione ai Giochi olimpici. L'associazione, inoltre, fa parte dei Comitati Olimpici Nazionali d'Oceania.
L'attuale presidente dell'organizzazione è Vidhya Lakhna, mentre la carica di segretario generale è occupata da Atma Maharaj.